# غوتفريد يونكر
غوتفريد يونكر (بالألمانية: Gottfried Junker)‏ هو مصور وكاتب سيناريو ومخرج ألماني، ولد في 18 يونيو 1950 في غونتسبورغ في ألمانيا.

## وصلات خارجية
- غوتفريد يونكر على موقع IMDb (الإنجليزية)
- غوتفريد يونكر على موقع كينوبويسك (الروسية)